# Marko Vukov
Marko Vukov (Subotica, 1938. – Subotica, 1995.) je bio župnik i bački hrvatski pisac. Pisao je pjesme i publicistička djela. Bio je katolički svećenik.
Studirao je na zagrebačkom Katoličkom bogoslovnom fakultetu, gdje je prijateljevao s budućim hrvatskim književnikom Marijanom Ivanom Čagljem.
Rado je čitao pjesme A. B. Šimića i Tina Ujevića, 
Pjesme su mu posvećene prirodi, Dužijanci (Družijance 1981), opjevava veliko uzore vjere (Poštujući poštovanja vrijedne: Marija Petković, Blaško Rajić, Gerard Tomo Stantić), izražava čovjekoljublje, pjeva pradomovini bačkih Hrvata Hercegovini, biskupu Zvekanoviću, pisao je pjesme za posvetu kapela (u Rumenki)
Svojim djelima je ušao u antologiju poezije nacionalnih manjina u Srbiji Trajnik (prireditelja Riste Vasilevskog).

## Djela
- Ja, buntovnik s razlogom (objavljena postumno), 1996., izdavač Matica hrvatska,

Biblioteka Prsten, Slavonski Brod, 1996.
Surađivao je s nekoliko periodičkih tiskovina.

## Vanjske poveznice
- Vijenac br.400/2009.  Arhivirana inačica izvorne stranice od 17. srpnja 2009. (Wayback Machine) Budi svoj - Izbor iz suvremenoga hrvatskog pjesništva u Vojvodini (1990–2009)